# Cadena hotelera
Una cadena hotelera es un conjunto de empresas o de hoteles agrupados, en forma de concentración horizontal, con distintas fórmulas de propiedad y de gestión cuya finalidad es la de obtener una mayor rentabilidad, una situación de poder, control y prestigio en el mercado nacional e internacional.
En las empresas de alojamiento y en hoteles, existen grandes empresarios con pequeñas empresas. estas pequeñas empresas si quieren conseguir una cuota de mercado deben integrarse o agruparse con el gran empresario, es el eje de la Cadena Hotelera, dando lugar a contratos interempresariales.
A) Gestión independiente; Propiedad. El propietario gestiona el negocio, toma las decisiones y asume los riesgos. La empresa de alojamiento es ajena a una cadena hotelera. Para mitigar el inconveniente de la competencia con los grandes empresarios, estas pequeñas empresas buscan colaboraciones entre empresarios independientes sin integrarse en cadenas. Crean Asociación de Empresarios Independientes y/o se integran en los sistemas de reserva de las AAVV.
B)Gestión Independiente Agrupada o Integrada. Cadena Hotelera, que engloba una gestión unificada en mayor o menor grado, a un número determinado de empresas de alojamiento con una distribución territorial más o menos amplia.
Las fórmulas de gestión independiente son, en grado de dependencia y pudiéndose dar varias formas de integración, las siguientes:
1) Propiedad: dependencia absoluta o integración total.La cadena Hotelera es dueña de las empresas de alojamiento sometidas a una misma gestión y dirección. (ventaja económica)
2) Arrendamiento; contrato de arrendamiento de empresa. La Cadena Hotelera alquila el total de la empresa de alojamiento en pleno funcionamiento. el propietario es el arrendador y la Cadena Hotelera el arrendatario, en consecuencia adquiere la posesión (no la propiedad) de la empresa.Contrato interempresarial con una duración de 5 a 10 años.
Características Principales:
Estándares Consistentes: Las cadenas hoteleras aseguran que los huéspedes reciban un nivel de servicio y calidad similares en todos sus establecimientos.
Reconocimiento de Marca: Una marca bien establecida puede atraer a más clientes, ya que genera confianza y expectativas claras sobre la experiencia.
Eficiencia Operativa: La centralización de operaciones permite reducir costos y optimizar procesos, lo que a menudo se traduce en precios competitivos.
Programas de Lealtad: Muchos hoteles en cadenas ofrecen programas de fidelización que premian a los huéspedes frecuentes con puntos, descuentos y beneficios exclusivos.
Tipos de Cadenas Hoteleras:
Lujo: Se enfocan en proporcionar servicios premium y experiencias exclusivas (ej. Four Seasons).
Medio: Ofrecen una mezcla equilibrada entre calidad y precio (ej. Marriott).
Económicas: Proporcionan hospedaje básico a precios accesibles (ej. Ibis).

## Principales cadenas hoteleras
La tabla muestra la lista de las 75 cadenas hoteleras que tenían más de diez mil habitaciones en el 2005. 

Características de las cadenas hoteleras:
Estándares de calidad: Proporcionan un nivel consistente de servicio y comodidad en todos sus establecimientos.
Marketing y reconocimiento de marca: Tienen un nombre y logo reconocidos que ayudan en la promoción y en la atracción de clientes.
Economías de escala: Pueden beneficiarse de la reducción de costos a través de compras en volumen y gestión centralizada.
Programas de fidelización: Muchas cadenas ofrecen programas de recompensas que fomentan la lealtad del cliente.
Tipos de cadenas hoteleras:
Cadenas de lujo: Se centran en proporcionar experiencias premium (ej. Ritz-Carlton).
Cadenas de gama media: Ofrecen un equilibrio entre precio y comodidad (ej. Marriott, Hilton).
Cadenas económicas: Proporcionan hospedaje a precios accesibles (ej. Motel 6, Ibis).

| Cadena hotelera                         | Origen       | Habitaciones | Establecimientos | Países | Facturación en 2004 (en millones) | ------- | ------- |
| --------------------------------------- | ------------ | ------------ | ---------------- | ------ | --------------------------------- | ------- | ------- |
| IHG Hotels & Resorts                    | UK           | 537.533      | 3.606            | 110    | £2.204m GBP                       | --      | --      |
| Wyndham Worldwide                       | USA          | 532.284      | 6.344            | --     | --                                | --      | --      |
| Marriott International                  | USA          | 499.165      | 2.741            | --     | $15.14 m USD                      | --      | --      |
| Hilton Hotels Corp.                     | USA          | 485.356      | 2.817            | --     | --                                | --      | --      |
| Choice Hotels International             | USA          | 481.131      | 5.897            | --     | --                                | --      | --      |
| Accor                                   | Francia      | 475.433      | 4.065            | --     | € 7.123                           | --      | --      |
| Best Western International              | USA          | 315.875      | 4.195            | --     | --                                | --      | --      |
| Starwood Hotels & Resorts Worldwide     | USA          | 257.889      | 845              | --     | --                                | --      | --      |
| Carlson Hospitality Worldwide           | USA          | 147.129      | 922              | --     | --                                | --      | --      |
| Global Hyatt Corp.                      | USA          | 134.296      | 731              | --     | --                                | --      | --      |
| TUI_AG                                  | Alemania     | 82.455       | 279              | --     | --                                | --      | --      |
| Sol Meliá                               | España       | 81.282       | 328              | 25     | --                                | --      | --      |
| Extended Stay Hotels                    | USA          | 74.936       | 672              | --     | --                                | --      | --      |
| Interstate Hotels & Resorts             | USA          | 65.293       | 286              | --     | --                                | --      | --      |
| Société du Louvre                       | Francia      | 55.538       | 819              | --     | --                                | --      | --      |
| Westmont Hospitality Group              | USA          | 55.000       | 360              | --     | --                                | --      | --      |
| MGM Mirage                              | USA          | 47.921       | 22               | --     | --                                | --      | --      |
| Golden Tulip Hospitality/THL            | Países Bajos | 47.661       | 498              | --     | --                                | --      | --      |
| La Quinta Corp.                         | USA          | 46.739       | 413              | --     | --                                | --      | --      |
| Rezidor SAS Hospitlaity                 | Bélgica      | 45.000       | 263              | --     | --                                | --      | --      |
| Hospitality Properties Trust            | USA          | 42.376       | 298              | --     | --                                | --      | --      |
| Jin Jiang International Hotels          | China        | 41.130       | 199              | --     | --                                | --      | --      |
| Harrah's Entertainment                  | USA          | 40.285       | 31               | --     | --                                | --      | --      |
| Vantage Hospitality Group               | USA          | 37939        | 610              | --     | --                                | --      | --      |
| NH Hotels                               | España       | 37.643       | 258              | 18     | --                                | --      | --      |
| Walt Disney World Co.                   | USA          | 36,990       | 43               | --     | --                                | --      | --      |
| Club Méditerranée                       | Francia      | 36.000       | 93               | --     | --                                | --      | --      |
| RIU Hotels                              | España       | 35.000       | 109              | --     | --                                | --      | --      |
| Fairmont Hotels & Resorts Inc.          | Canadá       | 33.768       | 88               | --     | --                                | --      | --      |
| Barceló Hotels & Resorts                | España       | 30.035       | 115              | --     | --                                | --      | --      |
| Whitbread Hotel Co.                     | UK           | 30.000       | 470              | --     | --                                | --      | --      |
| Iberostar                               | España       | 28.000       | 90               | --     | --                                | --      | --      |
| Prince Hotels                           | Japón        | 27.715       | 98               | --     | --                                | --      | --      |
| Millennium & Copthorne Hotels plc       | UK           | 27.369       | 102              | --     | --                                | --      | --      |
| Columbia Sussex Corp.                   | USA          | 26.320       | 80               | --     | --                                | --      | --      |
| C.H.E. Group plc                        | UK           | 25.927       | 342              | --     | --                                | --      | --      |
| Tharaldson Enterprises                  | USA          | 25.856       | 349              | --     | --                                | --      | --      |
| Shangri-La Hotels & Resorts             | China        | 22.468       | 47               | --     | --                                | --      | --      |
| JAL Hotels Co. Ltd.                     | Japón        | 20.259       | 63               | --     | --                                | --      | --      |
| Ocean Hospitalities                     | USA          | 20.060       | 129              | --     | --                                | --      | --      |
| MeriStar Hospitality Corp.              | USA          | 18.272       | 64               | --     | --                                | --      | --      |
| Royal Host Hotels & Resorts             | Canadá       | 18.000       | 217              | --     | --                                | --      | --      |
| Sunstone Hotel Properties               | USA          | 17-333       | 60               | --     | --                                | --      | --      |
| Four Seasons Hotels & Resorts           | Canadá       | 17-296       | 68               | --     | --                                | --      | --      |
| Grupo Posadas Management                | México       | 17.268       | 92               | --     | --                                | --      | --      |
| Occidental Hotels                       | España       | 15.421       | 59               | --     | --                                | --      | --      |
| John Q. Hammons Hotels                  | USA          | 15.366       | 63               | --     | --                                | --      | --      |
| Tokyu Hotels                            | Japón        | 15.000       | 57               | --     | --                                | --      | --      |
| Rewe Touristik Hotels & Investment GmbH | Alemania     | 14.771       | 50               | --     | --                                | --      | --      |
| Hospitality International               | USA          | 14.423       | 301              | --     | --                                | --      | --      |
| Drury Inns                              | USA          | 14.125       | 109              | --     | --                                | --      | --      |
| Omni Hotels                             | USA          | 14.000       | 37               | --     | --                                | --      | --      |
| White Lodging Services                  | USA          | 13.753       | 100              | --     | --                                | --      | --      |
| Lodgian Inc.                            | USA          | 13.468       | 75               | --     | --                                | --      | --      |
| Capital Hotel Management LLC            | USA          | 13.200       | 19               | --     | --                                | --      | --      |
| Steigenberger Hotels AG                 | Alemania     | 13,000       | 76               | --     | --                                | --      | --      |
| Mövenpick Hotels & Resorts              | Suiza        | 12.757       | 54               | --     | --                                | --      | --      |
| Southern Sun Hotels (Pty.) Ltd.         | Sudáfrica    | 12.732       | 74               | --     | --                                | --      | --      |
| Husa_Hoteles                            | España       | 12.672       | 160              | --     | --                                | --      | --      |
| Maritim Hotels                          | Alemania     | 12.513       | 45               | --     | --                                | --      | --      |
| Rica Hotels                             | Noruega      | 12.200       | 92               | --     | --                                | --      | --      |
| Orbis SA                                | Polonia      | 12.000       | 64               | --     | --                                | --      | --      |
| Fujita Kanko                            | Japón        | 11.972       | 46               | --     | --                                | --      | --      |
| Fiesta Hotel Group                      | España       | 11.919       | 39               | --     | --                                | --      | --      |
| Washington Hotel Corp.                  | Japón        | 11.612       | 50               | --     | --                                | --      | --      |
| Red Lion Hotels Corp.                   | USA          | 11.330       | 64               | --     | --                                | --      | --      |
| American Property Management Corp.      | USA          | 11.231       | 45               | --     | --                                | --      | --      |
| AmericInn International LLC             | USA          | 11.014       | 202              | --     | --                                | --      | --      |
| G.S.M. Hoteles                          | España       | 10.949       | 85               | --     | --                                | --      | --      |
| America’s Best Franchising              | USA          | 10.741       | 159              | --     | --                                | --      | --      |
| Hoteles City                            | México       | 8.710        | 74               | 2      | --                                | --      | --      |
| Hoteles Best                            | España       | 7.450        | 30               | 2      | --                                | --      | --      |